# エクセター本
エクセター本（エクセターほん、英語: Exeter Book、ラテン語: Codex Exoniensis（コーデクス・エクソーニエンスィス））は、10世紀の古英語の詩を収めた書籍である。イングランドのエクセターで最初の司教であったレオフリク（Leofric）がエクセター大聖堂の図書館に寄贈したとされている。現存のものでは最初の8ページが移動しており、また当初あったとされる8ページ分が逸失している。

## 年代
960年代から990年代の間に成立したものと推定されている。

## 内容
この本に収録されている詩では以下のものが有名である。
- さすらう者（The Wanderer）
- 海をゆく者（The Seafarer）
- ウルフとエーアドワチェル（Wulf and Eadwacer）
- ウィドシース（Widsith）
- 女の嘆き（The Wife's Lament）
- 廃墟（The Ruin）
- デーオルの嘆き（Deor）